# Radošiće
Radošiće (Servisch cyrillisch Радошиће) is een plaats in de Servische gemeente  Raška. De plaats telt 224 inwoners (2002).